# Saint-Thibaut
Saint-Thibaut – miejscowość i gmina we Francji, w regionie Hauts-de-France, w departamencie Aisne. Nazwa miejscowości pochodzi od imienia św. Teobalda.

## Demografia
Według danych na rok 1990 gminę zamieszkiwało 45 osób, a gęstość zaludnienia wynosiła 11 osób/km². W styczniu 2014 roku Saint-Thibaut zamieszkiwały 62 osoby, przy gęstości zaludnienia 15,2 osób/km².